# Cuarta Coalición
La Cuarta Coalición fue una alianza organizada contra el Imperio francés de Napoleón entre los años 1806 y 1807. Los participantes en esta coalición fueron Inglaterra, Prusia, Rusia, Sajonia y Suecia.
La mayoría de los miembros de esta coalición ya se encontraban luchando previamente contra Francia como parte de la Tercera Coalición (por ejemplo, Rusia), por lo que no hubo un periodo intermedio de paz. En 1806, a instigación de Inglaterra y gracias a los abundantes subsidios prodigados por el gabinete de Londres a la corte de Prusia, esta última se unió a la coalición temiendo el poder emergente de Francia tras la derrota austríaca. Prusia y Rusia se movilizaron para una nueva campaña, y las tropas prusianas se concentraron en Sajonia.
Napoleón contraatacó, derrotando a los prusianos de forma decisiva en la batalla de Jena-Auerstädt, en octubre de 1806. Las fuerzas francesas de Napoleón ocuparon entonces Prusia, capturando Berlín el 25 de octubre de 1806, y marchando sobre el este de Prusia y la frontera rusa, donde tuvieron un encuentro con las tropas rusas en la batalla de Eylau, en febrero de 1807, y donde el avance de Napoleón fue detenido brevemente.
Finalmente, las fuerzas rusas fueron destruidas por el ejército de Napoleón en la batalla de Friedland, el 14 de junio de 1807, y tres días después Rusia solicitaba una tregua. Por el posterior Tratado de Tilsit, en julio de 1807, Francia hizo la paz con Rusia y forzó a Prusia a ceder la mitad de sus territorios a Francia, al Reino de Westfalia de Jerónimo Bonaparte y al nuevo Gran Ducado de Varsovia. Napoleón ahora tenía virtualmente el control absoluto sobre el oeste y el centro de Europa.